# Agicuphocera nigra
Agicuphocera nigra är en tvåvingeart som beskrevs av Townsend 1915. Agicuphocera nigra ingår i släktet Agicuphocera och familjen parasitflugor.
Artens utbredningsområde är Peru. Inga underarter finns listade i Catalogue of Life.